# 大拉巴河
大拉巴河是俄羅斯的河流，位於北高加索地區，屬於庫班河的左支流，流經克拉斯諾達爾邊疆區和卡拉恰伊-切尔克斯共和国，最終在烏斯季-拉賓斯克注入庫班河，河道全長214公里。

## 外部連結
- Bolshaya Laba River valley